# Yoshiobodes humidus
Yoshiobodes humidus är en kvalsterart som beskrevs av Sandór Mahunka 1996. Yoshiobodes humidus ingår i släktet Yoshiobodes och familjen Carabodidae. Inga underarter finns listade i Catalogue of Life.